# 平山 (設楽町)
平山（ひらやま）は、愛知県北設楽郡設楽町の大字。

## 地理
設楽町の東部に位置し東栄町と接する。
北部に明神山が聳え、東栄町振草との境界に、西部に岩古谷山が聳え、荒尾との境界になっている。
23の小字が設置されているが丁目は設定されていない。

### 山岳
- 明神山
- 岩古谷山
  - 東海自然歩道

### 小字
| - 字赤沢（あかざわ） - 字板屋平（いたやびら） - 字宇洞平（うどうびら） - 字大神田（おおかだ） - 字大久保（おおくぼ） | - 字大樽沢（おおそんざわ） - 字大道下（おおみちした） - 字釜ノ沢（かまのさわ） - 字上貝戸（かみがいと） - 字久保貝戸（くぼがいと） | - 字清水（しみず） - 字タキノ口（たきのくち） - 字名木端（なぎばた） - 字名清古（なせいこ） - 字西貝津（にしがいつ） | - 字怒田ノ比良（ぬたのひら） - 字軒山（のきやま） - 字萩立（はぎだち） - 字日カゲザカ（ひかげざか） | - 字東貝戸（ひがしかいと） - 字御堂ノ後（みどうのうしろ） - 字向貝津（むかいがいつ） - 字向山（むかいやま） |

## 歴史
北設楽郡振草村の大字平山を前身とする。
1889年10月1日に古戸村、小林村、下粟代村、上粟代村、平山村、神田村、川合村の一部が合併し、振草村となる。
1956年9月30日に振草村の一部（大字平山、神田、川合）は、田口町、段嶺村、名倉村と新規合併し、設楽町となる。

## 世帯数と人口
2015年（平成27年）10月1日現在の世帯数と人口は以下の通りである。
| 大字 | 世帯数 | 人口 |
| ---- | ------ | ---- |
| 平山 | 19世帯 | 52人 |

### 人口の変遷
国勢調査による人口の推移
| 1995年（平成7年）  | 72人 | [ 5 ] |  |
| 2000年（平成12年） | 63人 | [ 6 ] |  |
| 2005年（平成17年） | 54人 | [ 7 ] |  |
| 2010年（平成22年） | 55人 | [ 8 ] |  |
| 2015年（平成27年） | 52人 | [ 2 ] |  |

## 交通
道路
- 国道473号
  - 設楽バイパス
    - 岩古谷トンネル

路線バス
- おでかけ北設
  - 基幹バス[9]
    - 1 - 東栄設楽線
      - 岩屋古（荒尾） - 黒倉 - 川端（神田）

## その他

### 日本郵便
- 郵便番号 : 441-2314[3]（集配局：設楽郵便局[10]）。

## 参考資料
- 「角川日本地名大辞典」編纂委員会 編『角川日本地名大辞典 23 愛知県』角川書店、1989年3月8日。ISBN 4-04-001230-5。
- 有限会社平凡社地方資料センター 編『日本歴史地名体系第23巻 愛知県の地名』平凡社、1981年。ISBN 4-582-49023-9。